# نصیب و قسمت
نصیب و قسمت فیلمی به کارگردانی و نویسندگی ابراهیم باقری محصول سال ۱۳۴۱ است.

## خلاصه داستان
خلیل و منصور (منصور والامقام) در کارخانهٔ جمشید کار می‌کنند. جمشید (جمشید مهرداد) که در پی اغوای عالیه، نامزد منصور، است دل دختر را به دست می‌آورد و منصور و خلیل را اخراج می‌کند. آن دو مستأصل از تأمین زندگی خود تصمیم به خودکشی می‌گیرند و خود را به رود می‌اندازند. وقتی از رود بیرون می‌آیند یک ماهی در جیب منصور است که در شکمش یک انگشتری است. وقتی منصور انگشتری را به انگشت می‌کند زن غول پیکری به نام پریزاد (پریا (بازیگر)) ظاهر می‌شود که آرزوهای آنها را برآورده می‌کند. اولین خواست منصور این است که به عنوان مباشر مینا (فرانک میرقهاری) درآید تا او را از هوس بازی‌های نامزدش جمشید آگاه کند. اما مینا منصور را به دلیل دخالت‌هایش از خود می‌راند. تا این که مینا، عالیه و چند دختر دیگر متوجه می‌شوند که جمشید همهٔ آنها را فریب داده است. یکی از دوستان مینا (تاج‌الملوک احمدی) همراه با منصور و خلیل به خانهٔ جمشید می‌روند. مینا با اسلحه به طرف جمشید شلیک می‌کند و با آمدن پلیس منصور خود را قاتل معرفی می‌کند. جمشید، که گلوله به او اصابت نکرده، از زمین برمی‌خیزد و پس از اظهار ندامت به عالیه قول می‌دهد که زندگی جدیدی را با او آغاز کند.

## بازیگران
- فرانک میرقهاری
- منصور والامقام
- همایون
- جمشید مهرداد
- ملکه رنجبر
- سیما (بازیگر)
- پریا
- تاج‌الملوک احمدی
- رقیه چهره‌آزاد
- مهری عقیلی
- رشید (بازیگر)